# Římskokatolická farnost Dolní Poustevna
Římskokatolická farnost Dolní Poustevna je církevní správní jednotka sdružující římské katolíky na území města Dolní Poustevna a v jeho okolí. Organizačně spadá do děčínského vikariátu, který je jedním z 10 vikariátů litoměřické diecéze. Centrem farnosti je kostel svatého Michaela archanděla v Dolní Poustevně.

## Historie farnosti
Matriky jsou v lokalitě vedeny od roku 1760. Farnost byla kanonicky zřízena v roce 1852.

### Duchovní správci vedoucí farnost
| Duchovní správci ve farnosti Dolní Poustevna | Duchovní správci ve farnosti Dolní Poustevna | Duchovní správci ve farnosti Dolní Poustevna | Duchovní správci ve farnosti Dolní Poustevna | Duchovní správci ve farnosti Dolní Poustevna | Duchovní správci ve farnosti Dolní Poustevna |
|                                              | Fotografie                                   | Jméno                                        | Kněžská služba                               | Pozice                                       | Informace |
| -------------------------------------------- | -------------------------------------------- | -------------------------------------------- | -------------------------------------------- | -------------------------------------------- | --- |
| 1.                                           |                                              | Ignaz Fischer                                | 1845–1855                                    | prvolokalista (1845–1852)                    | Narozen 22. 10. 1806, Presnic., kněžské svěcení 5. 8. 1831. |
| 1.                                           | prvofarář (1852–1854)                        | Ignaz Fischer                                | 1845–1855                                    |                                              | Narozen 22. 10. 1806, Presnic., kněžské svěcení 5. 8. 1831. |
| 2.                                           |                                              | Josef Wenzel Kindermann                      | 1854–1857                                    | farář                                        | Narozen 16. 7. 1814 v Novém Hraběcí, kněžské svěcení 1. 8. 1839. Zemřel 20. 6. 1865 jako farář v Lipové. |
| 3.                                           |                                              | Ambros Hille                                 | 1857–1865                                    | farář                                        | Narozen 16. 8. 1819 v Karlíně, kněžské svěcení 25. 6. 1845. Zemřel 8. 4. 1898 jako arciděkan v Lipové, pochován tamtéž. |
| 4.                                           |                                              | Václav Knížek                                | 1865–1875                                    | farář                                        | Narozen 4. 11. 1823 v Nymburce, studoval gymnázium v Litoměřicích, filosofii v Praze, teologii v Litoměřicích. Kněžské svecení 4. 7. 1848. Tři a čtvrt roku byl kooperátorem v Lysé nad Labem, tři čtvrtě roku v Rozbělesích, poté 14 let kooperátor a katechet v Mělníce. |
| 5.                                           |                                              | Anton Bermann                                | 1875–1882                                    | farář                                        | Narozen 16. 1. 1827 v Karlových Varech, kněžské svěcení 25. 6. 1850. Zemřel 11. 4. 1882 (jako příčina úmrtí byla stanovena voda na plicích), pochován v Dolní Poustevně. |
| 6.                                           |                                              | Eduard Klemt                                 | 1882–1903                                    | farář                                        | Narozen 19. 3. 1832 v Chřibské, kněžské svěcení 25. 7. 1857. Do důchodu odešel 4. 9. 1903, zemřel 29. 5. 1915 v Jiříkově, kde je také pochován. |
| 7.                                           |                                              | Adolf Šelbický                               | 1903–1910                                    | farář                                        | Narodil se 23. 12. 1869 v Benešově u Semil, kněžské svěcení 17. 7. 1892. V roce 1910 se stal kanovníkem Katedrální kapituly u sv. Štěpána v Litoměřicích, poté profesorem bohosloví, kapitulním děkanem a v roce 1929 generálním vikářem litoměřické dieceze. Za svou činnost obdržel titul apoštolského pronotáře a vyznamenání Pro Ecclesia et Pontifice. Jako Čech se dostával do stále větších konfliktů se stoupenci německého národního socialismu, který v 30. letech v Sudetech stále sílil. Zemřel 17. 1. 1959 v Praze, pohřben na Vinohradech. |
| 8.                                           |                                              | Ferdinand Josef Kunert                       | 1911–1931                                    | farář                                        | Narodil se 2. 11. 1870 v Hamru na Jezeře, kněžské svěcení 5. 7. 1896. Zemřel 25. 1. 1931 v Lipové, kde je také pochován. |
| 9.                                           |                                              | Raimund Köllner                              | 1931–1949                                    | farář                                        | Narozen 13. 4. 1890, kněžské svěcení 2. 7. 1916. V Dolní Poustevně sloužil jako farář od 1. 11. 1931 až do své smrti 15. 9. 1949. Pohřben v rodinné hrobce Strobach-Friese v Dolní Poustevně. |
| 10.                                          |                                              | Rudolf Posselt                               | 1949–1964                                    | administrátor excurrendo                     | Narozen 22. 6. 1899 v Jablonci nad Nisou, kněžské svěcení 1. 7. 1923 Litoměřice. Od 1. 5. 1937 farář v Lobendavě, po úmrtí P. Köllnera byl 20. 9. 1949 ustanoven administrátorem excurrendo v Dolní Poustevně. V září 1964 se přestěhoval za svou sestrou do německého města Schwabisch Gmünd. Zemřel 10. 5. 1965 v Mohringen (okr. Tuttlingen) v Německu, pohřben 13. 5. 1965 v Stettenu. |
| 11.                                          |                                              | Hynek Šťastný                                | 1964–1970                                    | administrátor excurrendo                     | Narozen 6. 1. 1934 v Praze, kněžské svěcení 26. 3. 1963 v Litoměřicích. Od 1. 8. 1964 do 31. 7. 1970 administrátor v Lobendavě a administrátor excurrendo v Dolní Poustevně. Poté odešel do invalidního důchodu, ale v 90. letech ještě aktivně působil na Ústecku (farnost Ústí nad Labem - Mojžíř). Zemřel 14. 2. 2007, pohřben v rodinné hrobce v Praze-Vinohradech. |
| 12.                                          |                                              | František Appl, CSsR                         | 1970–1972                                    | administrátor excurrendo                     | Narozen 30. 9. 1905 v Krasíkově, 15. 8. 1925 se zasvětil Nejsvětějšímu Vykupiteli, kněžské svěcení 29. 6. 1932 v Litoměřicích. Jako administrátor v Lobendavě od 1. 8. 1970 do 31. 7. 1972, v téže době administrátor excurrendo v Dolní Poustevně. Od července 1972 v důchodu, bydlel na lobendavské faře a působil jako výpomocný duchovní u Sester křesťanské lásky v tamním ústavu sociální péče. Zemřel 27. 8. 1987 v charitním domově v Senohrabech, pohřben 3. 9. 1987 ve Staré Boleslavi.                                                        |
| 13.                                          |                                              | Emil Dorničák, OSA                           | 1972–1982                                    | administrátor excurrendo                     | Narozen 7. 9. 1929 v Tichově, kněžské svěcení 24. 6. 1972 v Litoměřicích. Od 1. 8. 1972 do 31. 7. 1982 administrátor v Lobendavě a administrátor excurrendo v Dolní Poustevně, nejpozději v roce 1981 již však bydlel na faře v Dolní Poustevně. Posléze působil jako převor augustiniánského kláštera v Domažlicích, ve stáří se uchýlil do Brna, kde 8. 8. 2008 zemřel. Pochován na Ústředním hřbitově v Brně v řádové hrobce patřící ke klášteru. |
| 14.                                          |                                              | František Opletal                            | 1982–1990                                    | administrátor                                | Narozen 3. 5. 1930 v Podomí, kněžské svěcení 23. 6. 1963 v Litoměřicích. Od 1. 8. 1982 do 31. 7. 1990 působil jako administrátor v Dolní Poustevně. Poté jmenován arciděkanem v Liberci a kanovníkem litoměřické katedrální kapituly. Po odchodu na odpočinek bydlel v Ruprechtově u Vyškova (sousední ves od jeho rodiště), kde byl výpomocným duchovním. V roce 2011 byl inkardinován do olomoucké arcidiecéze. Poslední tři měsíce života prožil v domově důchodců v Nových Hvězdlicích, kde také 15. prosince 2021 zemřel.                           |
| 15.                                          |                                              | Štefan Bednár                                | 1990–1994                                    | administrátor                                | Narozen 27. 6. 1963 v Popradu, kněžské svěcení 20. 6. 1989 v Praze. Od 1. 8. 1990 do srpna 1994 jako administrátor v Dolní Poustevně. Následně se stal členem Řádu německých rytířů, a působil nějaký čas jako administrátor v Zákupech. Od září 2013 je správcem řádové kaple sv. Kříže v Opavě a spirituálem tamní Církevní konzervatoře. |
| 16.                                          |                                              | Václav Horniak, SVD                          | 1994–2002                                    | administrátor                                | Narozen 28. 9. 1952 ve Starém Tekově, kněžské svěcení 29. 6. 1985 v Praze. Od 1. 8. 1994 až 31. 7. 2002 administrátor v Dolní Poustevně. Od roku 2005 administrátor v Mimoni, od 1. 7. 2015 farářem tamtéž. Od roku 2020 na odpočinku na Slovensku. |
| 17.                                          |                                              | Milan Matfiak                                | 2002–2004                                    | administrátor                                | Narozen 16. 1. 1953 v Mníšku pod Popradom, kněžské svěcení 25. 6. 1988 v Praze. Od 1. 9 2002 do 31. 7. 2004 administrátor v Dolní Poustevně, 2005–2006 administrátor ad interim v Mimoni, 2006–2008 administrátor v Rožďalovicích. od 15. 7. 2008 do 1. 7. 2016 administrátor v Mcelech, od 8. 7. 2016 farář ve Vysokém nad Jizerou. |
| 18.                                          |                                              | Stanisłav Bochenek                           | 2004–2008                                    | administrátor                                | Narozen 7. 1. 1947 v Polsku, kněžské svěcení 29. 4. 1973. Několik let působil jako misionář v Argentině, od 1. 8. 1999 do 31. 7. 2004 farním vikářem v Dolní Poustevně a zároveň administrátorem excurrendo v Mikulášovicích a Velkém Šenově. Od 1. 8. 2004 do 30. 6. 2008 administrátor v Dolní Poustevně. Zemřel 27. 12. 2015 ve Starem Saczi. |
| 19.                                          |                                              | Jacek Kotisz                                 | Od 2008                                      | farář                                        | Narozen 26. 6. 1973, Ruda Słąska, Polsko, kněžské svěcení 16. 5. 1998, Katovice. Od 1. 7. 2008 administrátor (od 1. 12. 2016 farář) v Dolní Poustevně, zároveň administrátor excurrendo v Mikulášovicích, Lobendavě a Varnsdorfu. |

| Kněží rodáci | Kněží rodáci | Kněží rodáci |
| Fotografie   | Jméno        | Informace |
| ------------ | ------------ | --- |
|              | Anton Worm   | johanita, narozen 29. 4. 1844 Lichtenhain, fara Dolní Poustevna; gymnaziální studia na Gymnáziu Česká Lípa; filosoficko-teologická studia v Praze; ord. na kněze 1869; působil: kooperator v Rabensbergu a Gross Harrasu, duchovní správce v Mailbergu, Altenmarktu, Steiermarku, Gross Harrasu a Walkensteinu; byl aktivní v Bratrstvu Srdce Ježíšova v Raiffeisenkasse. |

## Území farnosti
Do farnosti náleží území obce:
Dolní Poustevna (Niedereinsiedel)

## Římskokatolické sakrální stavby na území farnosti
| | Fotografie | Stavba                             | Místo           | Bohoslužby                      | Zeměpisné souřadnice             | Status          |
| Kostel | Kostel     | Kostel                             | Kostel          | Kostel                          | Kostel                           | Kostel          |
| --- | ---------- | ---------------------------------- | --------------- | ------------------------------- | -------------------------------- | --------------- |
| 1. |            | Kostel svatého Michaela archanděla | Dolní Poustevna | bližší informace o bohoslužbách | 50°59′7″ s. š., 14°17′21″ v. d.  | farní kostel    |
| Kaple |            |                                    |                 |                                 |                                  |                 |
| 2. |            | Hřbitovní kaple                    | Dolní Poustevna | bližší informace o bohoslužbách | 50°58′55″ s. š., 14°17′40″ v. d. | hřbitovní kaple |
| 3. |            | Farní modlitebna                   | Dolní Poustevna | bohoslužby příležitostně        | 50°59′8″ s. š., 14°17′22″ v. d.  | farní oratorium |
| 4. |            | Kaple Panny Marie de Mercede       | Marketa         | bližší informace o bohoslužbách | 51°0′15″ s. š., 14°18′4″ v. d.   | hřbitovní kaple |
| Některé drobné sakrální stavby a pamětihodnosti lze dohledat zde v databázi Drobné sakrální památky Zaniklé sakrální stavby lze dohledat zde v databázi Poškozené a zničené kostely, kaple a synagogy v České republice |            |                                    |                 |                                 |                                  |                 |

Ve farnosti se mohou nacházet i další drobné sakrální stavby, místa římskokatolického kultu a pamětihodnosti, které neobsahuje tato tabulka.

## Farní obvod
Z důvodu efektivity duchovní správy byl vytvořen farní obvod (kolatura) sestávající z přidružených farností spravovaných excurrendo z Dolní Poustevny. 
Přehled těchto kolatur je v tabulce farních obvodů děčínského vikariátu.